# Nag Hammadigeschriften

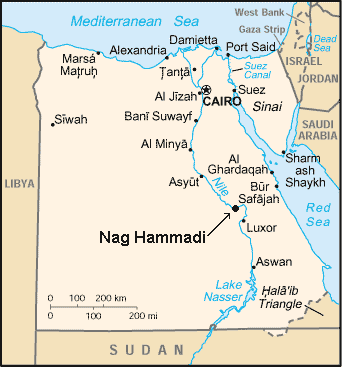
De ligging van Nag Hammadi

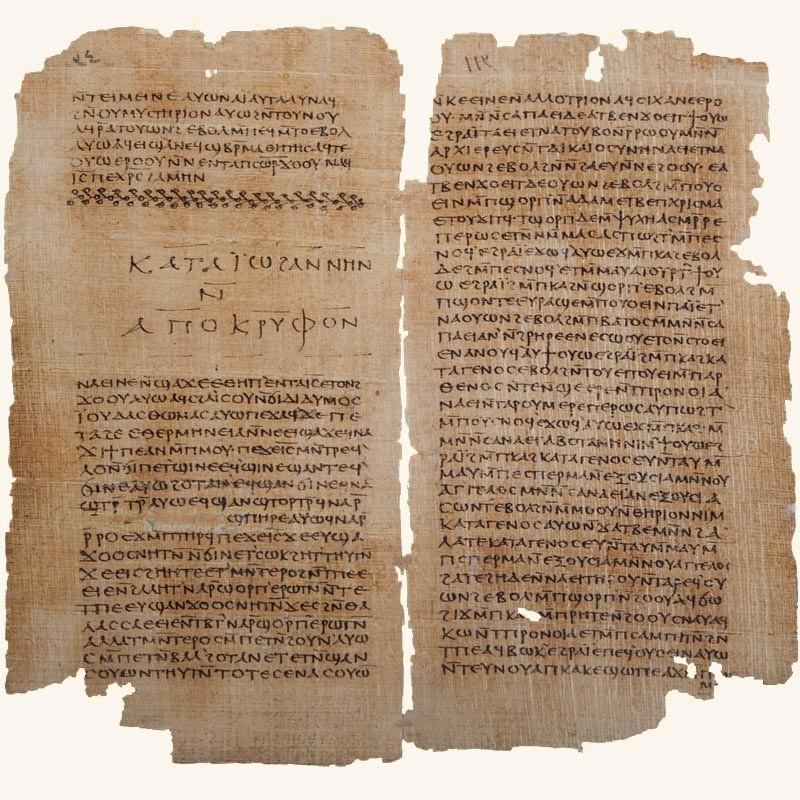
Het geheime boek van Johannes

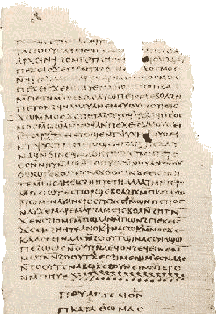
Laatste pagina van het Thomasevangelie

De Nag Hammadigeschriften zijn een verzameling teksten uit de begintijd van het christendom die in 1945 gevonden werden in Midden-Egypte in het plaatsje Nag Hammadi (Arabisch: نجع حمادي, transliteratie: Nadj` Hammadi; in de klassieke oudheid Chenoboskion, Grieks Χηνοβόσκιον, genoemd).
In 1945 vonden drie broers deze geschriften in een kruik op een oude begraafplaats. De geschriften waren geschreven op papyrus en gebonden in leren kaften. Een zo gebonden boek wordt een codex genoemd. Er werden dertien codices gevonden die in totaal tweeënvijftig geschriften bevatten. Daaronder zijn een aantal duplicaten en van een enkel geschrift zijn meerdere versies. Het grootste deel van deze geschriften kan beschouwd worden als gnostische teksten. Er zijn drie hermetische geschriften en zeven geschriften die niet of nauwelijks als gnostisch beschouwd kunnen worden.
Al die geschriften zijn Koptische vertalingen van teksten die oorspronkelijk in het Grieks geschreven zijn. Van de oorspronkelijke Griekse tekst is buiten een aantal fragmenten nooit iets gevonden. De manuscripten zelf dateren uit de vierde eeuw. De oorspronkelijk Griekse tekst van de meeste geschriften moet in de tweede en derde eeuw zijn geschreven.
Na de vondst werden de codices aan handelaren aangeboden. Het resultaat was dat een codex eigendom werd van het Koptisch Museum in Caïro, een codex in handen kwam van een handelaar Albert Eid en de overige codices in het bezit van een handelaar Tano. De eerste die over de codices publiceerde was de Franse onderzoeker Jean Doresse. Hij maakte ook foto´s van de inhoud van de codices in het bezit van Tano. Hij was de eerste die de conclusie trok dat een Evangelie van Thomas tot de manuscripten behoort. In een later stadium zal Doresse in de concurrentiestrijd om tot de eersten te behoren die over de teksten kan publiceren door zijn collega's buitenspel gezet worden.
De codices in bezit van Tano komen ook in het Koptisch museum terecht. Door bemiddeling van Gilles Quispel wordt in 1952 de codex in handen van de handelaar Albert Eid eigendom van het Jung-Instituut. Deze codex, de huidige codex I, wordt dan ook wel de Jung-codex genoemd. Uiteindelijk wordt een overeenkomst met de Egyptische regering gesloten, waarbij ook de Jung-codex terecht komt in het Koptisch museum met als tegenprestatie dat de teksten van alle codices beschikbaar komen voor een internationaal comité van onderzoekers.
De eerste integrale  Engelse vertaling van de Koptische teksten van alle codices verscheen in 1977. Al eerder waren publicaties verschenen over afzonderlijke teksten. Een eerste integrale Nederlandse vertaling van alle teksten werd in 1994 gepubliceerd door Jacob Slavenburg en Willem Glaudemans. In 2005 volgde een geheel herziene en geactualiseerde uitgave. Deze uitgaven zijn echter alleen gebaseerd op eerdere Engelse en Duitse vertalingen.

## Opvattingen over het verbergen van de manuscripten
De meest beschreven opvatting gaat ervan uit dat de manuscripten behoorden tot de bibliotheek van een klooster. Vanaf begin vierde eeuw was er door Pachomius het initiatief genomen om een aantal kloosters in Egypte te stichten. Vanaf de derde eeuw waren er ook in Egypte toenemende spanningen tussen gnostische christenen en de zich ontwikkelende toenemende orthodoxie in het christendom. In 367 werd door de bisschop van Alexandrië Athanasius zijn negenendertigste paasbrief opgesteld, waarin de volledige canon van het Nieuwe Testament in de huidige staat werd beschreven. Het gevolg zou zijn dat monniken van het betrokken klooster als reactie op die pogingen orthodoxie in hun klooster af te dwingen daarop deze niet canonieke teksten in een kruik onder grond hebben gestopt met de bedoeling de teksten te behouden in afwachting van betere tijden.
Vanaf eind twintigste eeuw worden echter grote kanttekeningen bij deze opvatting geplaatst. Het is uit andere bronnen bekend dat een aantal geschriften zeker tot in de vijfde eeuw een zekere circulatie in Egypte hadden. Er zijn opvattingen dat de codices dienden als materiaal voor orthodoxe monniken om onderdrukte leerstellingen te kunnen bestuderen. Aangezien de codices gevonden werden op een oud kerkhof is er de opvatting dat deze begraven werden samen met een overledene van enig vermogen en aanzien. Uit archeologisch onderzoek is bekend dat dit in deze periode in Egypte niet ongebruikelijk was. Ook de Codex Tschacos werd in een familiegraf gevonden.
Een toenemend aantal onderzoekers is ook van opvatting dat de gehele collectie niet van een enkele eigenaar geweest kan zijn, maar is ontstaan door het samenvoegen van manuscripten uit verschillende collecties. Het voorkomen van een aantal duplicaten binnen de collectie zou ook daarop wijzen. Bij een aantal codices was de band verstevigd met fragmenten papyrus. De inhoud van die fragmenten wijst duidelijk op een schriftelijke oorsprong in een grootstedelijke samenleving, zoals die van Alexandrië, en niet in een klooster. De drie dichtstbijzijnde kloosters bij de vindplaats van de documenten bevonden zich in die periode op een afstand van respectievelijk 8 km, 9 km en 12 km.
Er zijn ook toenemende twijfels of de zogenaamde paasbrief van bisschop Athanasius enigszins relevant kan zijn voor het verbergen van de codices. De negenendertigste paasbrief is niet meer dan een opsomming van de boeken die als canoniek beschouwd dienen te worden. In zijn volgende, veertigste, paasbrief refereerde hij daaraan en benoemde daarbij een aantal ketterijen. Zijn acties richtten zich echter tegen de arianen en de melitianen, die hij in de laatste brief fel veroordeelt. Gnostische stromingen en opvattingen worden in beide brieven niet genoemd.
De meeste onderzoekers gaan er vanuit dat de meeste codices gemaakt werden door personen die aanvaardden dat de wereld niet door de hoogste god was gecreëerd, die zeer geïnteresseerd waren in wat voor hen de goddelijke wereld was en de positie van de ziel daarin en die opvattingen volstrekt niet als onchristelijk zagen.

## Betekenis van de vondst
Voor de vondst van de Nag Hammadigeschriften waren alleen enkele Koptische vertalingen van gnostische teksten bekend uit de Codex Askewianes, de Codex Brucianus en Berlijnse Codex. De eerste twee codices bevatten drie teksten. De vier teksten van de Berlijnse codex werden pas in 1955 en dus na de vondst van de Nag Hammadigeschriften gepubliceerd. In 1978 werd bij een illegale opgraving de Codex Tschacos ontdekt. Pas in 2006 werd de eerste Engelse vertaling van het bekendste geschrift uit deze codex, het Evangelie van Judas, gepubliceerd.
Tot aan de vondst van de Nag Hammadigeschriften waren onderzoekers op het gebied van de gnostiek vrijwel uitsluitend aangewezen op overgeleverde teksten van kerkvaders die van opvatting waren dat de gnostiek een vorm van ketterij was die bestreden moest worden. Het ter beschikking krijgen van een aanzienlijk aantal authentiek gnostische geschriften maakte het mogelijk om gnostische opvattingen en waarden in de eerste eeuwen na Chr. in een veel breder kader te bestuderen. Het heeft geleid tot onder meer het inzicht dat er ook binnen de gnostiek zelf een grote variatie aan opvattingen was. Raakvlakken met het platonisme kunnen veel beter onderbouwd worden. Het heeft ook het inzicht verbreed in de grote mate van pluriformiteit van het christendom in de eerste eeuwen. Daarin is gnostiek geen ketterse afwijking van een orthodoxe standaard, maar een illustratie van de veelvormigheid van interpretaties van een christelijke boodschap.

## Inhoud
Hieronder volgt een lijst van alle geschriften gesorteerd per codex:
- Codex I
  - NHC I.1 Gebed van de apostel Paulus
  - NHC I.2 Geheime boek van Jacobus
  - NHC I.3 Evangelie der Waarheid
  - NHC I.4 Verhandeling over de Opstanding
  - NHC I.5 Verhandeling in drie delen
- Codex II
  - NHC II.1 Geheime Boek van Johannes (lange versie)
  - NHC II.2 Evangelie van Thomas
  - NHC II.3 Evangelie naar Philippus
  - NHC II.4 Wezen van de Wereldheersers
  - NHC II.5 Oorsprong van de Wereld
  - NHC II.6 Verhandeling over de Ziel
  - NHC II.7 Boek van Thomas de Strijder
- Codex III
  - NHC III.1 Geheime Boek van Johannes (korte versie)
  - NHC III.2 Heilige boek van de grote onzichtbare Geest
  - NHC III.3 Eugnostus de Gelukzalige
  - NHC III.4 Wijsheid van Jezus Christus
  - NHC III.5 Dialoog van de Verlosser
- Codex IV
  - NHC IV.1 Geheime Boek van Johannes (lange versie)
  - NHC IV.2 Heilige boek van de grote onzichtbare Geest
- Codex V
  - NHC V.1 Eugnostus de Gelukzalige
  - NHC V.2 Gnostische Openbaring van Paulus
  - NHC V.3 Eerste openbaring van Jacobus
  - NHC V.4 Tweede openbaring van Jacobus
  - NHC V.5 Openbaring van Adam
- Codex VI
  - NHC VI.1 Handelingen van Petrus en de Twaalf Apostelen
  - NHC VI.2 Donder - Volmaakte Geest
  - NHC VI.3 Gezaghebbende Leer
  - NHC VI.4 Begrip van onze grote Kracht
  - NHC VI.5 Plato, de Staat (588b-589b)[1]
  - NHC VI.6 Inwijding in de achtste en negende sfeer
  - NHC VI.7 Dankgebed
  - NHC VI.8 Asclepius
- Codex VII
  - NHC VII.1 Weergave van Seëm
  - NHC VII.2 Tweede verhandeling van de grote Seth
  - NHC VII.3 Gnostische Openbaring van Petrus
  - NHC VII.4 Lessen van Sylvanus
  - NHC VII.5 Drie Stèles van Seth
- Codex VIII
  - NHC VIII.1 Zostrianus
  - NHC VIII.2 Brief van Petrus aan Filippus
- Codex IX
  - NHC IX.1 Melchisedek (NHC IX.I)
  - NHC IX.2 Gedachte van Norea
  - NHC IX.3 Ware getuigenis
- Codex X
  - NHC X.1 Marsanes
- Codex XI
  - NHC XI.1 Uitleg van de Gnosis
  - NHC XI.2 Valentiniaanse verhandeling
  - NHC XI.3 Allogenes
  - NHC XI.4 Hypsiphrone
- Codex XII
  - NHC XII.1 Spreuken van Sextus
  - NHC XII.2 Evangelie der Waarheid
  - Fragmenten
- Codex XIII
  - NHC XIII.1 Drie gestalten van de Eerste Gedachte
  - NHC XIII.2 Oorsprong van de Wereld

## Opvattingen over de samenstelling van de codices
De vraag is of de samenstellers van de codices hierbij een zekere systematiek hanteerden. Het feit dat bijvoorbeeld de enige drie hermetische geschriften in de hele collectie onderdeel zijn van dezelfde codex kan nauwelijks toeval zijn. In de eenentwintigste eeuw ligt vaak de nadruk op het heterogene karakter van de hele collectie. Gnostisch, niet gnostisch, verschillende opvattingen over gewenste levensstijl, verlossing, verschillende mythologische structuren. De vraag is of de samenstellers van de codices in de vierde eeuw dezelfde opvatting hadden over wat nu als grote heterogeniteit wordt gezien.
Geschriften die nu als theologisch conflicterend worden gezien zouden door de samenstellers gelezen kunnen worden als delen van dezelfde boodschap die dezelfde waarden tracht duidelijk te maken. Op het vakgebied is er een opvatting dat in ieder geval een aantal codices een volgorde van geschriften hebben die wijst op een patroon van een soort  chronologie, geschiedenis van openbaringen van een boodschap. Als voorbeeld wordt hier codex III gekozen.
Het eerste geschrift in deze codex is het Apocryphon van Johannes dat het meest uitgebreid van alle gnostische geschriften  de gnostische mythologie en de oorsprong van de wereld en de mens  beschrijft. Het tweede geschrift is het Heilige boek van de grote onzichtbare Geest dat opgevat kan worden als een vorm van een biografie van Seth als een hemelse boodschapper die opgetekend werd door een Eugnostus. Dat wordt in de codex gevolgd door het geschrift Eugnostus de Gelukzalige met een eigen theologische discussie over de goddelijke wereld die besluit met de profetie van de komst van een verlosser die verdere openbaringen zal brengen. Het vierde geschrift in de codex is de Wijsheid van Jezus Christus waar de verlosser arriveert die in essentie dezelfde openbaring geeft als in Eugnostus de Gelukzalige met een nadruk op de uiteindelijke verlossing van de mens. Het laatste geschrift in de codex is de Dialoog van de Verlosser met verdere instructies van Christus. Dit soort chronologie is in meerdere codices te ontdekken.
In andere codices zou een imitatie van de ordening van de boeken van het Nieuwe Testament te herkennen zijn. Eerst de canonieke evangeliën, waarin het leven en de boodschap van de verlosser beschreven is. Vervolgens de Handelingen  en de Brieven waarin de boodschap verspreid wordt en tot slot de Openbaring met zijn eschatologische aspecten.

## Nadere indeling
Lang niet alle geschriften kunnen als gnostisch beschouwd worden. Van een aantal andere is er geen overeenstemming op het vakgebied ten aanzien van de mate van het gnostisch karakter. Er zijn op het vakgebied een aantal indelingen voor de geschriften.
De indelingen kunnen een thematische basis hebben, zoals bijvoorbeeld hemelreizen, scheppingsmythen, openbaringen. Er is een gedeeltelijke indeling mogelijk op basis van gnostische evangeliën of gnostische stromingen, zoals het valentinianisme en het sethianisme. Op iedere indeling en ook op vrijwel ieder deel van een indeling is op zich kritiek mogelijk en op het vakgebied ontbreekt ook een algemeen aanvaarde indeling. Scheppingsmythen en openbaringen kunnen in het zelfde geschrift voorkomen.  Van de gnostische evangeliën kan alleen het Evangelie van Thomas in zekere zin een evangelie genoemd worden. Ten aanzien van het sethianisme is er begin eenentwintigste eeuw nog steeds een academisch debat in hoeverre dit nu wel of niet als een duidelijk te onderscheiden stroming gekenschetst kan worden. In de onderstaande  indeling is toch gekozen voor sethiaanse literatuur als een aparte groep. Geschriften uit de sethiaanse en valentiniaanse  literatuur hadden ook bij andere groepen in deze indeling gerangschikt kunnen worden. Om die reden wordt bij die groepen een aantal kernthema's van die geschriften vermeld.

### Hermetische geschriften
Het hermetisme is een hellenistische religie uit de late oudheid, rondom de mythische leraar Hermes Trismegistus. Het heeft zich gelijktijdig en parallel aan de gnostiek en het vroege christendom ontwikkeld.
- Inwijding in de achtste en negende sfeer
- Dankgebed
- Asclepius

### Niet of nauwelijks gnostisch te noemen geschriften
- Plato, de Staat (588b-589b)
- Handelingen van Petrus en de Twaalf Apostelen
- Spreuken van Sextus
- Lessen van Sylvanus
- Hypsiphrone
- Verhandeling over de Ziel
- Gezaghebbende Leer

### Woorden van Jezus
Dit zijn geschriften waarvan het mogelijk is dat er een overlevering van de woorden van Jezus in is bewaard.
- Evangelie van Thomas
- Boek van Thomas de Strijder
- Dialoog van de Verlosser